# Honti Béla
Honti Béla, eredetileg Hornyák Béla Pál (Miskolc, 1905. június 26. – Miskolc, 1987) jogász, Miskolc polgármestere.

## Élete

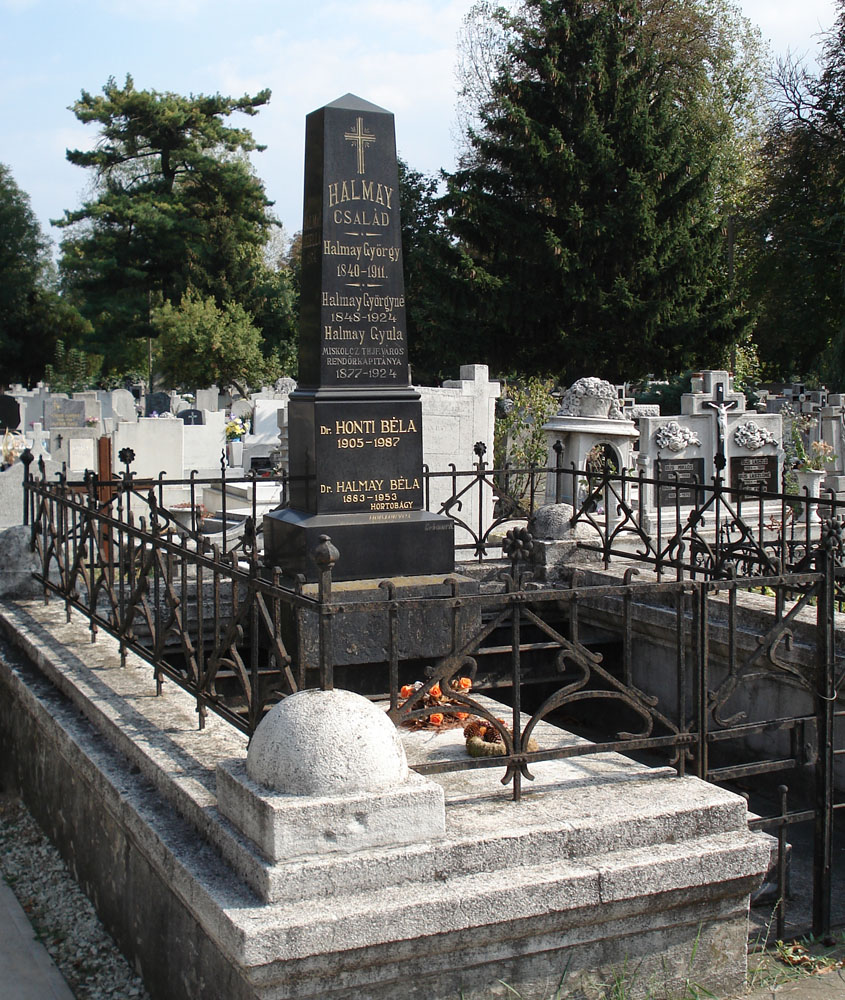
A Halmay–Honti család sírja a miskolci Mindszenti temetőben

Görögkatolikus családba született. Apja Hornyák Mihály, parnói származású jól menő kerék- és kocsigyártó mester volt, anyja Csupina Mária Gálszécsen született, a Szeles utcán laktak. Tanulmányait a római katolikus népiskolában kezdte, majd 1915-től a katolikus főgimnáziumban folytatta és fejezte be 1924-ben.
1925 őszétől katona volt a Magyar Királyi 7. Honvéd „Szondy György” Tüzérosztálynál, tüzérhadnagyként szerelt le 1930-ban. A katonaság alatt jogi tanulmányokat folytatott, és 1929-ben a pécsi M. Kir. Erzsébet Tudományegyetemen szerzett államtudományi doktorátust. Leszerelése után Miskolc város jegyzője, később főjegyzője lett, katonai tapasztalatai okán különösen sokat foglalkoztatták katonai kérdésekben.
1934. november 10-én megnősült, felesége Halmay Margit, a város polgármester-helyettesének, majd polgármesterének, Halmay Bélának a lánya volt. A hivatali összeférhetetlenség alig merült fel (persze voltak irigyek is), annyira korrekt volt a munkakapcsolat apósával, rátermettsége és szorgalma pedig mindenki előtt nyilvánvaló volt, és szakmailag is továbbképezte magát. A Hornyák családnevét 1939 elején változtatta Hontira. 1943. június 8-án, Szlávy László polgármestersége idején – kormánykinevezéssel – polgármester-helyettes lett, majd 1944 májusában, miután Szlávy távozott, ideiglenesen – polgármester-helyettesként – ellátta a polgármesteri feladatokat is.
Három hónapos ténykedése idején súlyos gondokkal kellett szembenéznie. Ekkor történt a második világháború során a Miskolcot ért első bombatámadás (1944. június 2.), amelyben olaszországi repülőterekről felszállt 101 amerikai liberátor vett részt. A támadásban 2068 tonna robbanóanyagot szórtak le, szándékuk szerint a Tiszai pályaudvarra, de a jelként használt füstsáv elsodródott, és ezért főleg a Zsolcai kapu környéke szenvedett nagy károkat, de más részek is sérültek. A város 160 lakóépület kapott telitalálatot és 600 további szenvedett sérüléseket, 206 polgári személy halt meg (köztük gyerekek is), további 80 súlyosan megsérült. A területen súlyos károkat szenvedtek ipari üzemek, a vásárcsarnok, a városi élelmiszerraktár, de katonai laktanyák is, és 29 katona halt meg. A polgármester irányításával azonnal megkezdték a mentési és helyreállítási munkálatokat. Az áldozatok koporsóját a Tetemvár téren (ma Petőfi tér) ravatalozták fel, mindegyiken elhelyezték a város vörös–sárga szalagos koszorúját, innen indult a több napig tartó temetés. A város fekete zászlódíszbe öltözött, a halottakat tizenötezer polgár búcsúztatta.
Alig pár nappal ezután kezdődött meg – még teljes egészében Szlávy László polgármester előkészítésében – a miskolci zsidóságnak az Arany János utca környékén való gettósítása. Honti Béla – amennyire lehetett – igyekezett a gettó életét nyitottá tenni, például engedélyezte, hogy az ott lévők kijárhassanak vásárolni. A zsidóságot ezután a téglagyár mellett gyűjtötték össze, és június 10. és 15. között öt halálszerelvénnyel elszállították őket. A Miskolcról elhurcolt zsidó emberek létszámát 8000 főre becsülték (írásbeli anyaga megsemmisült).
Miután Gálffy Imrét augusztus 7-én polgármesterré nevezték ki, ő – 1945. augusztus 27-éig – továbbra is megtartotta polgármester-helyettesi funkcióját. A Szálasi-időszak alatt a nyilasok Mahócára (Varbó mellé) internálták, csak felesége könyörgésére (Szálasi Ferencnél járt) engedték szabadon néhány hét múltán. 1945. november 5. és 1946. március 5. között betegszabadságon volt, ezalatt elbocsátották állásából, mert 1944-ben „uszító” beszédet mondott, valójában Szlávy – aki nem tudott jelen lenni az eseményen –  megbízásából olvasta fel az ő beszédét.
Honti közigazgatási pályája lezárult, és ezután gazdálkodásból és fuvarozásból tartotta el családját. 1949-ben államosították ingatlanjaikat, 1951-ben pedig kilakoltatták őket a Széchenyi utca 64. szám alatti lakásukból. Elhelyezésükről maguknak kellett gondoskodni, így a Szeles utca 11. szám alatti házba, Honti Béla szülőházába költöztek (apósával, Halmay Bélával együtt), ahol édesanyja és nővére lakott. 1952. július 25-én feleségével és két gyermekével (Éva 14 éves, Béla 7 éves volt), valamint apósával, a már idős és beteg Halmay Bélával, a korábbi polgármesterrel együtt kitelepítették a hortobágyi Borsós-tanyára, ahonnan 1953-ban – közben elhunyt apósa nélkül – térhettek vissza, de nem Miskolcra, mert innen ki voltak tiltva, hanem Sajószentpéterre. A házaspár onnan járt be Miskolcra dolgozni  a Belspedhez: dr. Honti Béla bognársegéd volt. 1954-ben született harmadik gyermekük, Judit. A hatvanas években költözhettek vissza Miskolcra, a Szeles utcai szülőházában kaptak egy mosókonyhát, majd később a Bajcsy-Zsilinszky utca 36. szám alatt kaptak megfelelő lakást. Ekkor már a gyógyszertári központban dolgozott raktárosként. 1987-ben halt meg, a Mindszenti temetőben nyugszik.